# Janusz Jagucki

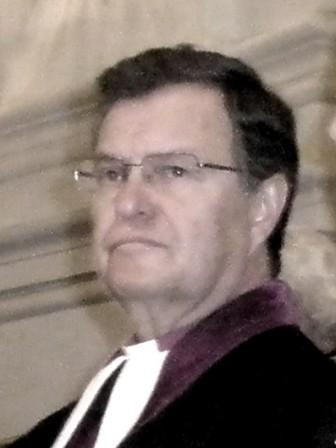
Janusz Jagucki (2009)

Janusz Jagucki (* 14. Februar 1947 in Sorkwity (deutsch Sorquitten), VR Polen; † 13. Mai 2025) war ein polnischer lutherischer Theologe und war von 2001 bis 2009 leitender Bischof der Evangelisch-Augsburgischen Kirche in Polen.

## Leben
Janusz Jagucki war ein Sohn des lutherischen Pfarrers Alfred Jagucki. Nach dem Studium der Theologie an der Christlich-Theologischen Akademie in Warschau wurde er am 22. November 1970 durch den damaligen Bischof Andrzej Wantuła zum Pfarrer ordiniert.
Von 1971 bis 1973 war er Vikar der lutherischen Gemeinde in Giżycko (Lötzen) und von 1973 bis 1976 Pfarrverwalter. Ab Mai 1976 wurde er Pfarrer in Giżycko. Daneben wurde er Pfarrverwalter der Gemeinden in Ełk (Lyck), Suwałki (Sudauen) und Ryn (Rhein b. Lötzen), außerdem Mitarbeiter beim Johanniterorden in der Diözese Masuren sowie Mitglied der Kirchensynode.
Am Epiphanias-Tag (6. Januar) des Jahres 2001 wurde Janusz Jagucki in Warschau als Bischof der Evangelisch-Augsburgischen Kirche und Amtsnachfolger von Jan Szarek eingeführt.
Später wurde bekannt, dass er von 1973 bis 1990 für den polnischen Geheimdienst gearbeitet und über seine Gemeindemitglieder berichtet hatte. Auf der Synode der Evangelisch-Augsburgischen Kirche am 19. April 2009 wurde ihm mit 31 zu 26 Stimmen das Misstrauen ausgesprochen. In der Synode im Herbst 2009 wurde als sein Nachfolger Jerzy Samiec gewählt, der das Amt am 6. Januar 2010 übernahm.
Janusz Jagucki starb am 13. Mai 2025 im Alter von 78 Jahren.